# Värsta schlagern
Värsta schlagern är en sångduett skriven av Patrik Henzel, Karl Eurén, Niclas Arn och Gustav Eurén, framförd av Linda Bengtzing och Markoolio. Den släpptes som singel den 31 januari 2007 och toppade den svenska singellistan.

## Produktionen
Låten är en pastisch. Med glimten i ögat beskriver den vanliga sångtexter i bidrag till den svenska Melodifestivalen – där man ofta symboliskt beskriver kärlek med vindar och stjärnor – och hur dessa sånger generellt är uppbyggda. Med schlager avses här bidrag till Melodifestivalen, inte tyska för hit. Referenser till den svenska popgruppen Abba finns också med.

### Historik
Inspelningen är exakt tre minuter lång på en hundratusendels sekund när och Markoolio sjunger istället för att rappa (som han annars är mest känd för). Låten ligger också på Markoolios album Värsta plattan från 2007.
"Värsta schlagern" skickades även in till den svenska Melodifestivalen 2006, men kom inte med. Shirley Clamp erbjöds att sjunga den, men tackade nej. Även Jonas Gardell tackade nej till att framföra den i Melodifestivalen 2007.
Melodin gick den 11 februari 2007 in på Svensktoppen, och nådde tredje plats. Den 4 mars 2007 gick den högst upp i topp på listan. Med åttondeplatsen den 3 juni 2007 avslutades det 17 veckor långa besöket på Svensktoppen.

### Video
I videon parodieras en typisk Melodifestivaltävling. I ett rum sitter en massa olika berömdheter som ofta förknippas med Melodifestivalen (de flesta spelade av Markoolio). Här finns bland andra Carola, Roger Pontare, BWO och Thomas H:son (parodi på Thomas G:son). Bert Karlsson sitter också här och spelar sig själv. På TV:n syns Christer Mörkman (parodi på Christer Björkman) presentera låten.

## Singeln

### Låtlista
1. Värsta schlagern (radioversion) - 3:00
2. Värsta schlagern (karaokeversion) - 3:00

### Listplaceringar
| Lista (2007) | Topplacering |
| ------------ | ------------ |
| Sverige      | 1            |